# Kreis Stadtroda
| Basisdaten                         | Basisdaten                                   |
| ---------------------------------- | -------------------------------------------- |
| Bezirk der DDR                     | Gera                                         |
| Kreisstadt                         | Stadtroda                                    |
| Fläche                             | 272 km² (1989)                               |
| Einwohner                          | 32.821 (1989)                                |
| Bevölkerungsdichte                 | 121 Einwohner/km² (1989)                     |
| Kfz-Kennzeichen                    | N (1953–1990) NS (1974–1990) SRO (1991–1995) |
|                                    |                                              |
| Der Kreis Stadtroda im Bezirk Gera |                                              |

Der Kreis Stadtroda war ein Landkreis im Bezirk Gera der DDR. Von 1990 bis 1994 bestand er als Landkreis Stadtroda in Thüringen fort. Sein Gebiet liegt heute im Saale-Holzland-Kreis in Thüringen. Der Sitz der Kreisverwaltung befand sich in Stadtroda.

## Geographie

### Lage
Der Kreis Stadtroda lag inmitten des Bezirks Gera. Er war einer der am dünnsten besiedelten Kreise des Bezirks.

### Nachbarkreise
Der Kreis Stadtroda grenzte im Uhrzeigersinn im Norden beginnend an die Kreise Eisenberg, Gera-Land, Pößneck und Jena-Land.

### Naturraum
Landschaftlich gehörte das Kreisgebiet zur Umrahmung des Thüringer Beckens. Die Höhen schwankten zwischen 260 und 400 m. Da die Böden nur von geringer Qualität waren, wurden sie kaum landwirtschaftlich genutzt. Mehr als 60 % der Kreisfläche waren mit Kiefern und Fichten bestanden. Mehrere kleine Flüsse, z. B. die Roda und der Zeitzbach, die zumeist zum Einzugsgebiet der Saale gehörten, durchzogen den Raum. Im Norden an den Ort Waldeck grenzte das etwa 60 ha umfassende Naturschutzgebiet Waldecker Schloßgrund. Ein weiteres Naturschutzgebiet, Kesselborn (9,3 ha), lag östlich von Erdmannsdorf.

## Geschichte
Nachdem am 1. Mai 1920 der neue Freistaat Thüringen gegründet worden war, kam es am 1. Oktober 1922 zu einer umfassenden Gebietsreform, bei der auch der Landkreis Jena-Roda gegründet wurde (Sitz der Verwaltung wurde die Stadtgemeinde Roda). Noch im gleichen Jahr wurde der Kreis in Landkreis Roda umbenannt, zu Jahresbeginn 1939 erfolgte die endgültige Umbenennung in Landkreis Stadtroda. Zu Jahresbeginn 1945 zählt der Kreis 239 Gemeinden.
Bei der ersten Gebietsreform in der DDR am 1. Juli 1950 wurde der Landkreis Stadtroda aufgelöst und auf die Landkreise Jena und Gera aufgeteilt. Zwei Jahre später wurde der neue Kreis Stadtroda 
durch das Gesetz über die weitere Demokratisierung des Aufbaus und der Arbeitsweise der staatlichen Organe in den Länder in der Deutschen Demokratischen Republik gebildet. Am 25. Juli 1952 wurden die bestehenden fünf Länder aufgelöst und in 14 Bezirke aufgeteilt. Traditionelle Kreise wurden aufgelöst oder in kleinere Kreise gegliedert, wobei es auch über die Grenzen der ehemaligen 5 Länder hinweg zu Gebietsänderungen kam. Der Kreis Stadtroda wurde hauptsächlich aus dem Landkreis Jena gebildet und dem Bezirk Gera zugeordnet, Kreissitz wurde die Stadt Stadtroda.

Folgende Gemeinden bildeten den neuen Kreis Stadtroda:
- 31 Gemeinden vom Landkreis Jena:

Albersdorf, Bad Klosterlausnitz, Beulbar-Ilmsdorf, Bobeck, Bollberg, Bremsnitz, Eineborn, Erdmannsdorf, Geisenhain, Gernewitz, Gneus, Gröben, Großbockedra, Hainbücht, Hellborn, Hermsdorf, Karlsdorf, Kleinbockedra, Kleinebersdorf, Laasdorf, Lippersdorf, Magersdorf, Mennewitz, Meusebach, Möckern, Mörsdorf, Oberbodnitz, Ottendorf, Quirla, Rabis, Rattelsdorf, Rausdorf, Reichenbach, Renthendorf, Ruttersdorf, Scheiditz, Schleifreisen, Schlöben, Schöngleina, Seitenbrück, Stadtroda, Tautendorf, Tissa, Tröbnitz, Trockenborn, Trockhausen, Unterbodnitz, Waldeck, Waltersdorf, Weißbach und Zöttnitz
- vom Landkreis Gera die Gemeinde St. Gangloff

Durch Umgliederungen über Kreisgrenzen und Gemeindegebietsveränderungen sank die Zahl der Gemeinden bis auf 41 bei Auflösung des Kreises Ende Juni 1994:
- 4. Dezember 1952 Umgliederung von Beulbar-Ilmsdorf aus dem Kreis Stadtroda in den Kreis Eisenberg
- 20. Juni 1957 Zusammenschluss von Erdmannsdorf und Lippersdorf zu Lippersdorf-Erdmannsdorf
- 20. Juni 1957 Eingliederung von Zöttnitz in Rabis
- 17. September 1961 Eingliederung von Trockhausen in Mennewitz
- 1. Oktober 1965 Eingliederung von Mennewitz in Schlöben
- 1. Januar 1974 Eingliederung von Seitenbrück in Oberbodnitz
- 1. Januar 1974 Eingliederung von Magersdorf in Unterbodnitz
- 7. Mai 1990 Eingliederung von Hellborn in Renthendorf
- 1. Januar 1992 Eingliederung von Rabis in Schlöben
- 6. Mai 1993 Eingliederung von Gröben in Schlöben
- 18. März 1994 Eingliederung von Hainbücht in die Stadt Stadtroda

Am 17. Mai 1990 wurde der Kreis in Landkreis Stadtroda umbenannt. Zur Wiedervereinigung wurde der Kreis durch das Ländereinführungsgesetz dem wiedergegründeten Land Thüringen zugesprochen. Bei der Thüringer Kreisreform ging er am 1. Juli 1994 vollständig im Holzlandkreis auf.

### Einwohnerentwicklung
| Jahr      | 1960   | 1971   | 1981   | 1989   |
| Einwohner | 29.133 | 33.760 | 33.025 | 32.821 |

## Wirtschaft
Die sich auf den nährstoffarmen Böden ausdehnenden Nadelwälder waren Grundlage für die stark verbreitete Möbelindustrie (z. B. in Stadtroda). Einen weiteren wirtschaftlichen Schwerpunkt bildete die keramische Industrie, die ihren Standort in Hermsdorf hatte. Der VEB Kombinat Keramische Werke (= Stammbetrieb mit Höchstspannungsprüffeld für Isolatoren) war ein bedeutender Zulieferbetrieb für die Mikroelektronik. In Hermsdorf waren weiterhin ein Bauelementewerk, ein Betrieb für Isolierbaustoffe und ein Betriebsteil des VEB Carl Zeiss Jena, in dem viele Arbeitskräfte aus Stadtroda beschäftigt waren, ansässig. In den letzten Jahren hatte auch der Fremdenverkehr an Bedeutung gewonnen.
Wichtige Betriebe waren unter anderem:
- VEB Möbelwerke Stadtroda
- VEB Keramische Werke Hermsdorf
- VEB Betonwerk Stadtroda

## Verkehr
Auf dem Verkehrssektor spielte dieser Kreis eine bedeutende Rolle. Hier trafen sich zwei Transitstraßen am Hermsdorfer Kreuz: Berlin-Hirschberg und Dresden-Eisenach. Parallel zur west-östlich verlaufenden Transitautobahn führte auch die einzige Bahnstrecke durch den Kreis, die Strecke Weimar–Jena–Stadtroda–Gera.

## Bevölkerungsdaten der Städte und Gemeinden
Bevölkerungsübersicht aller 45 Gemeinden des Kreises, die 1990 in das wiedergegründete Land Thüringen kamen.
| AGS      | Gemeinde                 | Einwohner  | Einwohner  | Fläche (ha) |
| AGS      | Gemeinde                 | 03.10.1990 | 31.12.1990 | 31.12.1990  |
| 16041010 | Albersdorf               | 294        | 291        | 285         |
| 16041020 | Bobeck                   | 379        | 374        | 711         |
| 16041030 | Bollberg                 | 252        | 254        | 339         |
| 16041040 | Bremsnitz                | 185        | 188        | 657         |
| 16041050 | Eineborn                 | 416        | 413        | 789         |
| 16041060 | Geisenhain               | 222        | 242        | 460         |
| 16041070 | Gernewitz                | 251        | 247        | 467         |
| 16041080 | Gneus                    | 159        | 155        | 826         |
| 16041090 | Gröben                   | 150        | 148        | 316         |
| 16041100 | Großbockedra             | 183        | 181        | 460         |
| 16041110 | Hainbücht                | 130        | 132        | 207         |
| 16041130 | Hermsdorf, Stadt         | 10.318     | 10.254     | 753         |
| 16041140 | Karlsdorf                | 129        | 126        | 469         |
| 16041150 | Kleinbockedra            | 47         | 47         | 285         |
| 16041160 | Kleinebersdorf           | 208        | 207        | 401         |
| 16041170 | Bad Klosterlausnitz      | 2.714      | 2.719      | 1659        |
| 16041180 | Laasdorf                 | 459        | 458        | 404         |
| 16041190 | Lippersdorf-Erdmannsdorf | 502        | 498        | 997         |
| 16041210 | Meusebach                | 84         | 85         | 620         |
| 16041220 | Möckern                  | 139        | 135        | 535         |
| 16041230 | Mörsdorf                 | 384        | 386        | 694         |
| 16041240 | Oberbodnitz              | 265        | 267        | 652         |
| 16041250 | Ottendorf                | 544        | 540        | 440         |
| 16041260 | Quirla                   | 424        | 422        | 413         |
| 16041270 | Rabis                    | 167        | 167        | 650         |
| 16041280 | Rattelsdorf              | 79         | 81         | 365         |
| 16041290 | Rausdorf                 | 136        | 127        | 316         |
| 16041300 | Reichenbach              | 963        | 968        | 481         |
| 16041310 | Renthendorf              | 492        | 489        | 1.162       |
| 16041320 | Ruttersdorf-Lotschen     | 238        | 238        | 849         |
| 16041330 | St. Gangloff             | 1.376      | 1.350      | 946         |
| 16041340 | Scheiditz                | 66         | 66         | 168         |
| 16041350 | Schleifreisen            | 461        | 452        | 702         |
| 16041360 | Schlöben                 | 314        | 313        | 624         |
| 16041370 | Schöngleina              | 531        | 528        | 677         |
| 16041390 | Stadtroda, Stadt         | 6.500      | 6.335      | 1.007       |
| 16041400 | Tautendorf               | 197        | 197        | 529         |
| 16041410 | Tissa                    | 142        | 140        | 411         |
| 16041420 | Trockenborn-Wolfersdorf  | 582        | 576        | 1.893       |
| 16041430 | Tröbnitz                 | 456        | 451        | 218         |
| 16041440 | Unterbodnitz             | 197        | 196        | 555         |
| 16041450 | Waldeck                  | 271        | 268        | 797         |
| 16041460 | Waltersdorf              | 136        | 139        | 461         |
| 16041470 | Weißbach                 | 154        | 157        | 531         |
| 16041000 | Landkreis Stadtroda      | 32.296     | 32.007     | 27.181      |

## Kfz-Kennzeichen
Den Kraftfahrzeugen (mit Ausnahme der Motorräder) und Anhängern wurden von etwa 1974 bis Ende 1990 dreibuchstabige Unterscheidungszeichen, die mit dem Buchstabenpaar NS begannen, zugewiesen. Die letzte für Motorräder genutzte Kennzeichenserie war NZ 90-01 bis NZ 95-00.
Anfang 1991 erhielt der Landkreis das Unterscheidungszeichen SRO. Es wurde bis zum 31. Januar 1995 ausgegeben. Seit dem 29. November 2012 ist es im Saale-Holzland-Kreis erhältlich.